# Robert Lienhard
Robert Lienhard (* 4. Februar 1919 in Winterthur; † 24. März 1989 ebenda) war ein Schweizer Bildhauer,  Metallplastiker, Zeichner und Grafiker. Lienhard war ein herausragender Vertreter der ungegenständlichen Grossplastik, die er vornehmlich in Bronze, Aluminium, Holz und Stein ausführte.

## Leben

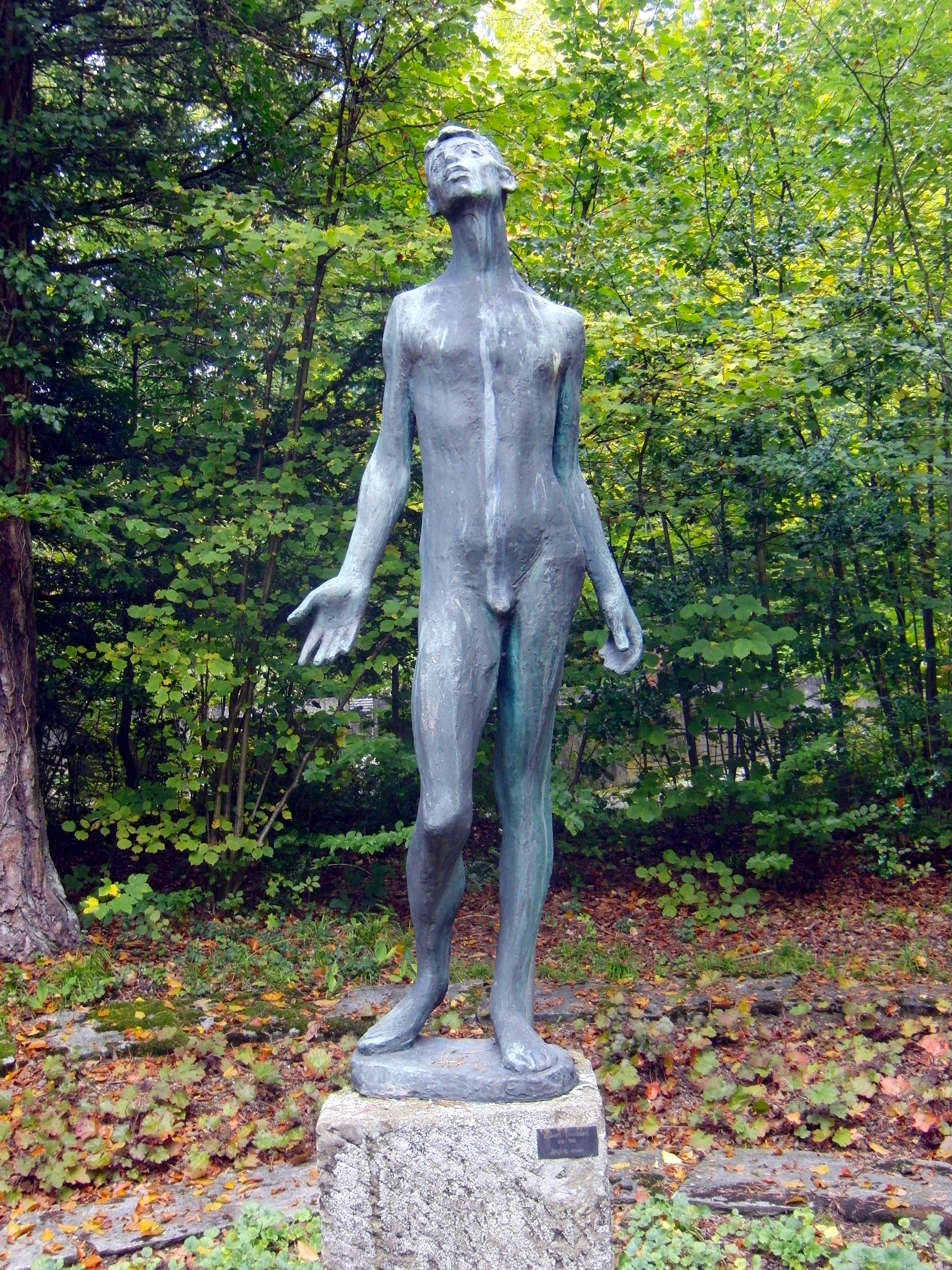
Die Skulptur Aufblickender aus der ersten Schaffensperiode des Künstlers in der Mitte des ersten Gemeinschaftsgrabs auf dem Friedhof Rosenberg

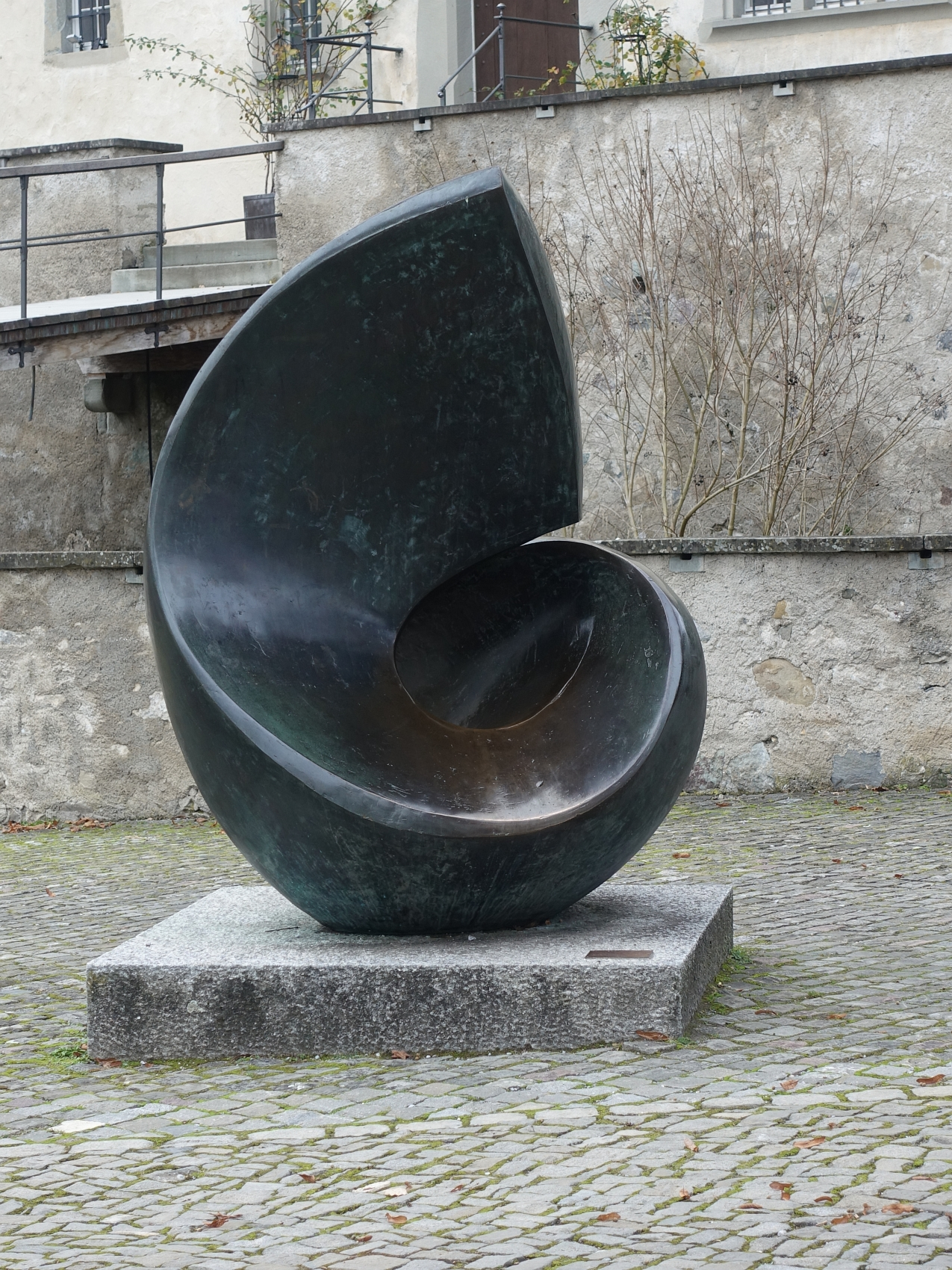
Skulptur LEA, 1988. Schloss Greifensee

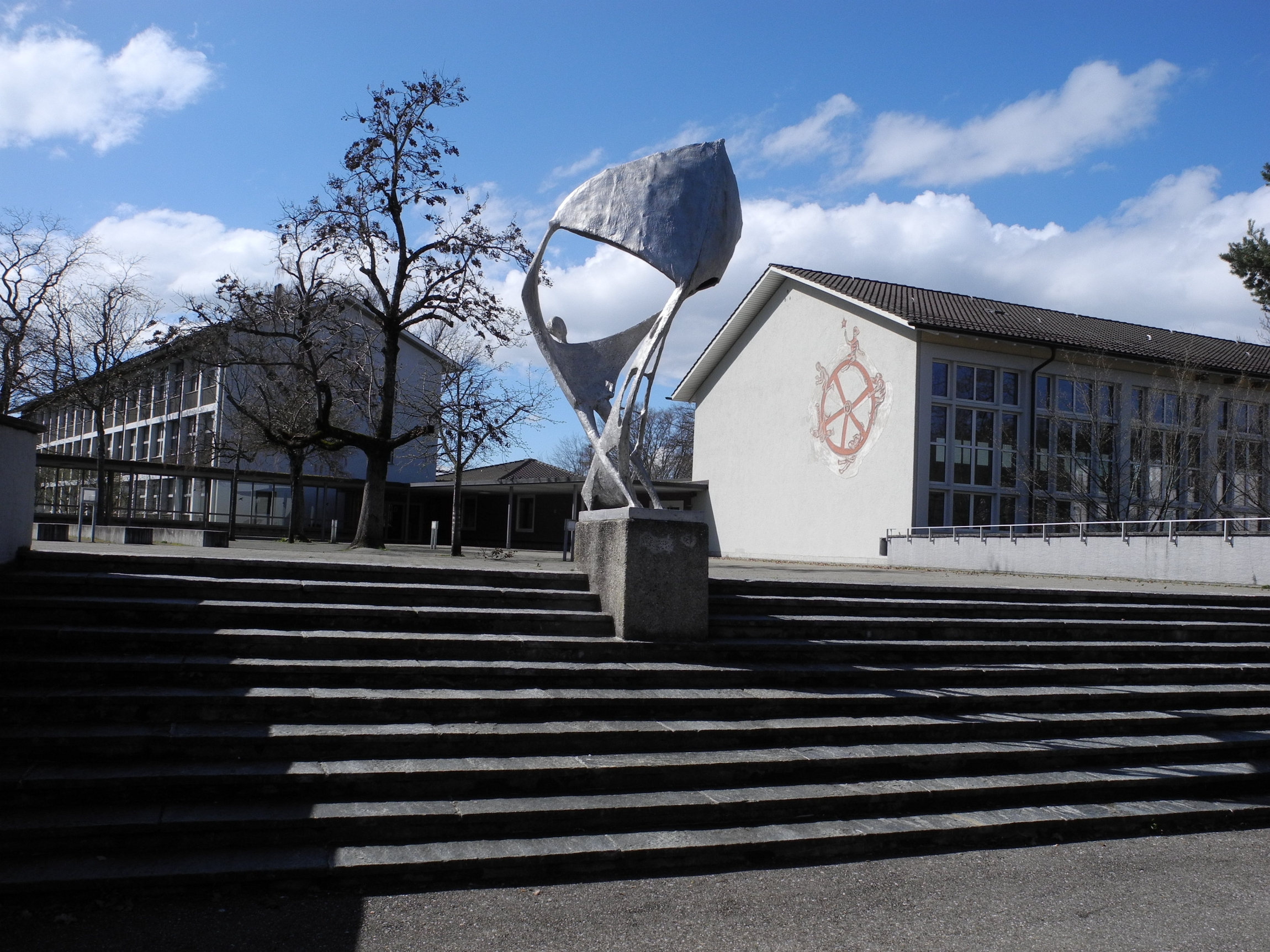
Skulptur Spiel mit dem Wind / Drachenflieger, 1957. Schulhaus Hohfurri, Winterthur. Sgraffito, Glücksrad von Robert Wehrlin

Robert Lienhard, von seinen Freunden vielfach nur Pur genannt, war einer der bedeutendsten Winterthurer Künstler der neueren Zeit. Volks- und Mittelschule besuchte er in Winterthur, wo er sich im Gymnasium unter anderem durch den Einfluss seines Französischlehrer Paul Fink für die Kunst begeisterte und die Schule in der dritten Klasse vorzeitig verliess. Es sollte später auf Finks Grabplatte gestalteten. 
Erste Kunststunden besuchte Robert Lienhard beim Winterthurer Maler Alfred Kolb, bevor er von 1936 bis 1940 an der Accademia di Belle Arti di Brera in Mailand studierte. 1940 kehrte er aufgrund des Zweiten Weltkriegs zurück nach Winterthur. Von 1940 bis 1943 teilte er sich ein Atelier mit Hans Ulrich Saas in Winterthur. 
Ein eidgenössische Kunststipendien ermöglichten ihm die Studienaufenthalte bei Remo Rossi in Locarno und bei Max Weber in Genf. Das Steinbildhauerhandwerk, dass er wegen seiner späteren Zuwendung zu Gusswerken nur selten anwendete, erlernte er bei Hans Aeschbacher.
Ab 1943 hatte er, unterstützt von Werner Ganzoni, sein Atelier auf dem Fabrikareal der Schleife. 1947 heiratete Lienhard die aus Basel stammende Eva, geborene Moeschlin (geb. 23. August 1895; † 28. September 1995).
Die ersten Grossplastiken im öffentlichen Raum Sirenen entstanden 1951 bis 1954 für die Parkanlage Platzspitz in Zürich. Fragen monumentaler figürlicher Darstellung, die diese Skulptur aufwarf, und eine Ägyptenreise 1956 bestärkten ihn in der Abkehr von der figürlichen Darstellung. 1956/67 bezog er ein von Balthasar Reinhart Gartenhaus beim Bäumli am Lindberg. Von den frühen 60er-Jahren an realisierte er zahlreiche Kunst-am-Bau-Projekte in Zusammenarbeit mit Architekten oder bei Wettbewerben. 
1962 bezog er das Atelierhaus Casa Ciodina in Astano im Tessin, in der Nähe der Giesserei im Mendrisio, wo er ab 1948 giessen liess. 1964 war er an der Expo in Lausanne mit einer grossen Holzfigur präsent. 1965 trat er der Basler Künstlergruppe Kreis 48 bei. 
1972 kaufte Robert Lienhard die Trotte in Alten bei Andelfingen und baute sie in einen Ausstellungsraum um.

## Werk
Lienhard schuf Skulpturen aus Bronze, Aluminium, Chromstahl, Stein und Holz. Sein Schaffen lässt sich in zwei Hauptperioden einteilen. Anfangs widmete er sich naturalistischen Darstellung von Lebewesen, eine Schaffungsphase die bis etwa 1947/48 dauerte. Ab den 1950er-Jahren widmete er sich vermehrt expressionistischen Formen. Es entstanden unter anderen freistehende Grossplastiken mit kubischen Formen, ab Mitte der 1960er-Jahre auch von der Natur inspirierte Rundformen. Ab 1985 entwickelte er ein Spätwerk aus vermehrt geometrischen Plastiken der konkreten Kunst und widmete sich vermehrt auch Zeichnungen und Aquarellen. Er wird als ein Vertreter der gemässigten Modernen angesehen.

## Auszeichnungen
- 1964 Anerkennungsgabe des Kantons Zürich
- 1969 Kulturpreis der Stadt Winterthur
- 1973 Carl-Heinrich-Ernst-Kunstpreis

## Werke (Auswahl)

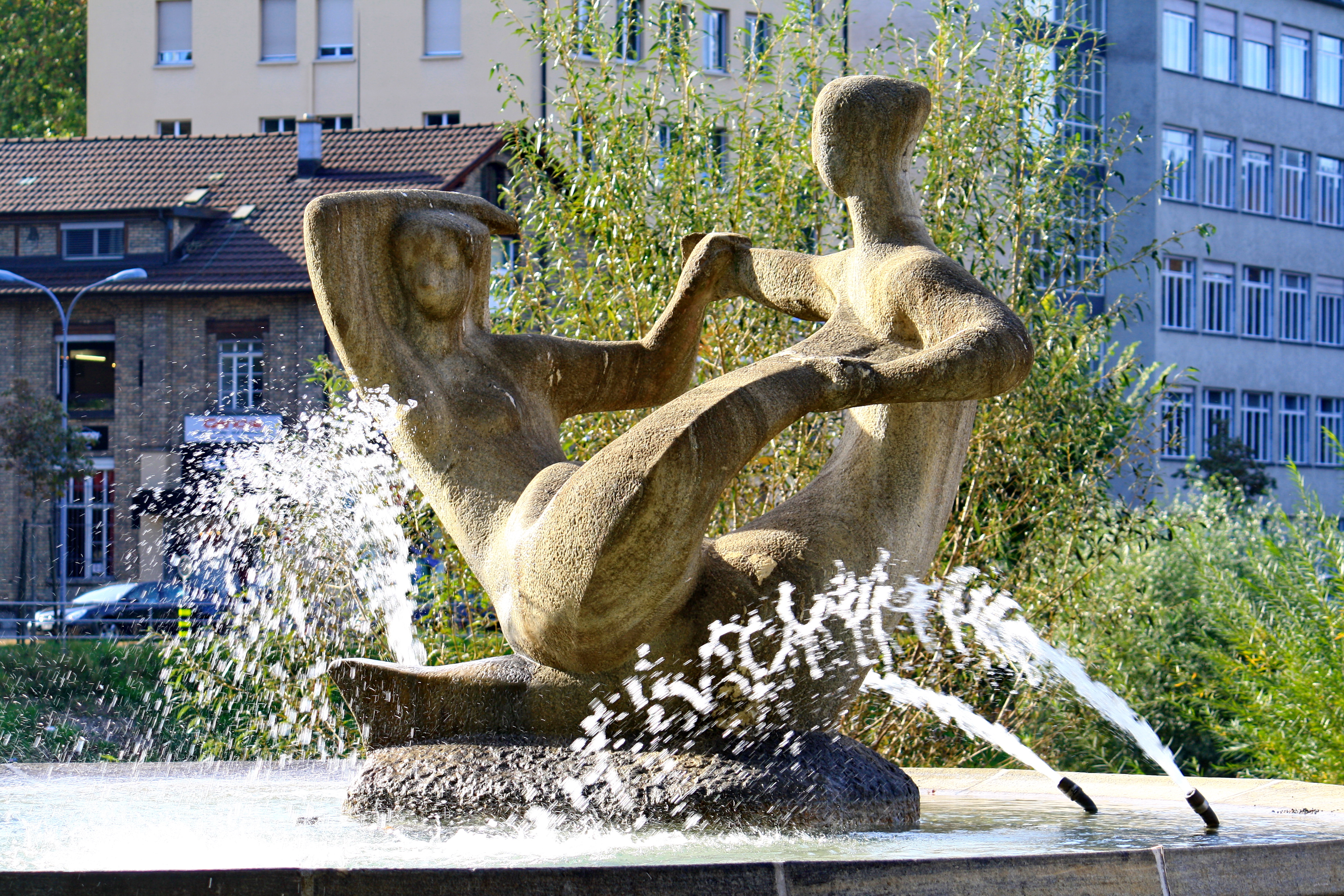
Sirenen, Brunnenplastik auf dem James-Joyce-Plateau, Platzspitz Zürich, 1951–54

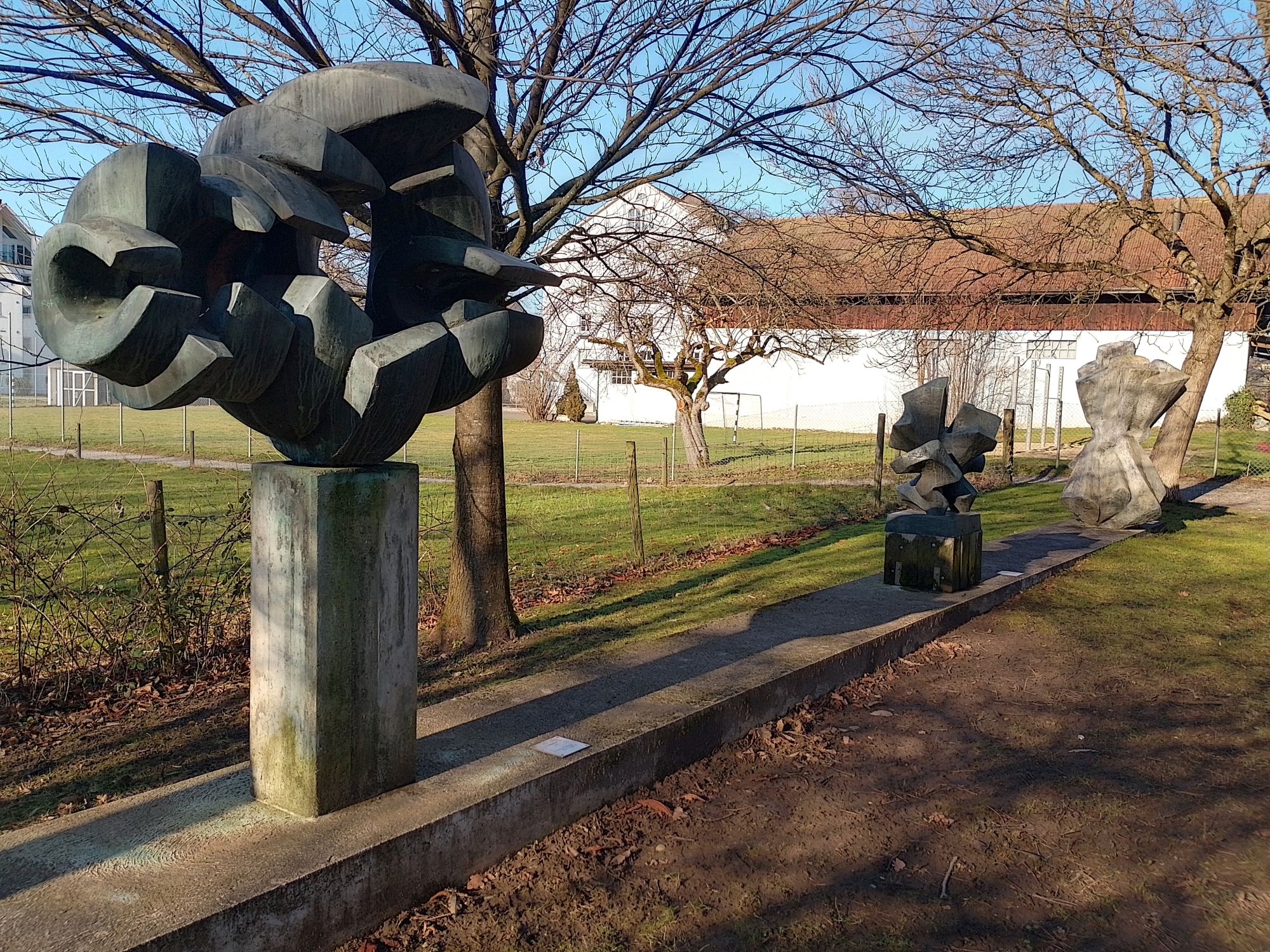
Skulptur Habitat, 1973. Villa-Park am Aabach, Uster.

- Skulptur Habitat, 1973. Villa-Park am Aabach, Uster.Aufblickender, Bronzeskulptur, 1951, Winterthur, Friedhof Rosenberg
- Sirenen, Brunnenplastik, 1951–54, Zürich, Parkanlage Platzspitz
- Sitzender Kater, Granit, 1954, Winterthur, Schulhaus Eichliacker
- Odysseus, 1956, Thun, Park Schloss Schadau
- Leuchtfeuer, Stele, 1967/68
- Glaxis, Portal, 1967/68, Kreuzlingen, Katholisches Seminar
- Drei korrespondierende Rundformen, 1971–73, Granit, Zürich-Altstetten, Friedhof Eichbühl
- Nenuphar, 1972, roter Veroneser Kalk, Dübendorf
- Habitat, 1973, Uster
- Brunnenanlage, 1979–1981, Granit, Hochfelden
- Komposition, 1981/82, Bronze, Winterthur, Kaufmännische Berufsschule

## Ausstellungen
- Einzelausstellungen im Kunstmuseum Winterthur 1951, 1970 und 1981
- 1994 Retrospektive in der Galerie ge, Winterthur
- 1996–97 Ausstellung im Schlosspark Andelfingen